# Qui est cette fille ?
Qui est cette fille ? est une chanson enregistrée par Yelle pour le iTunes Foreign Exchange. Il s'agit d'une reprise en français du titre Who's That Girl (en) de la chanteuse suédoise Robyn.